# Безпідвальна турбіна
Безпідва́льна турбі́на — парова турбінна устава, в якій турбіна конденсатор, електричний генератор і допоміжне устаткування розташовані на спільному фундаменті.
Безпідвальну турбіну застосовують лише при невеликих одиничних потужностях (500—4 000 кВт).